# Megalodon (género)
Megalodon es un género extinto de moluscos bivalvos que vivió del período Devónico al período Jurásico. Durante el Devónico, los grandes moluscos de gruesa concha (el grupo Hippuritoida) eran dominantes en los arrecifes, incluyendo al Megalodon de distintiva apariencia, con una concha que en vista frontal hace pensar en un corazón.
Sin embargo no está claro si todos los fósiles hasta ahora atribuidos a Megalodon en toda esa extensión temporal pertenecen realmente a un mismo género. Los parientes jurásicos de Megalodon tales como Pachyrisma grande estaban emparentados de cerca con los rudistas.

## Especies
- Megalodon abreviatus
- Megalodon hoernesi
- Megalodon hungaricum Kutassy, 1933
- Megalodon longjiangensis Liang, 1980
- Megalodon rostratiforme Krumbeck, 1913
- Megalodon yanceyi Nakazawa, 2002